# Tayyiba Haneef-Park
Tayyiba Mumtaz Haneef-Park, född 23 mars 1979 i Upland, USA, är en amerikansk volleybollspelare. Hon blev olympisk silvermedaljör i volleyboll vid sommarspelen 2008 i Peking och sommarspelen 2012 i London.